# Kim Hee-jung
Dans ce nom coréen, le nom de famille, Kim, précède le nom personnel.
Kim Hee-jung, née le 16 avril 1992 à Busan, est une actrice sud-coréenne. Elle est représentée par l'agence YG Entertainment.

## Filmographie

### Cinéma
- 2004 : Spider Forest : Une fille
- 2004 : So cute : Une fille
- 2008 : My Dear Enemy : So-yeon
- 2012 : Dangerously Excited : Saku
- 2015 : Han River : Maria
- 2015 : The End of the World : Ahn Ye-jin

### Télévision
- 2000 : Tough Guy's Love : Song Kkok-ji
- 2001 : Piano : Han Joo-hee (jeune)
- 2001 : Ladies in the Palace : Dal-rae
- 2001 : Hotelier
- 2002 : Magic Kid Masuri : Choi Yi-seul
- 2005 : The Hard Goodbye : Lee Ji-won
- 2005 : General of Dokdo, An Yong-bok : Hyun-jung
- 2006 : Love Truly : Soo-jung
- 2007 : The Innocent Woman : Oh Hyun-myung
- 2007 :  Unstoppable High Kick! : Le béguin d'écolière de Lee Min-ho (épisode 164)
- 2007 : The King and I : Lady Han (jeune) / plus tard Queen Gonghye
- 2012 : Drama Special "The Brightest Moment in Life" : Seo-jung
- 2013 : The Greatest Thing in the World : Ja-yoo
- 2014 : The King's Face : Seo Jabin du clan Yu / plus tard Queen Munseong
- 2015 : Who Are You: School 2015 : Cha Song-joo
- 2015 : Splendid Politics : Gang-bin
- 2015 : Delicious Love : Han Jun-hee
- 2016 : Love for a Thousand More : Yeon-ji
- 2016 : Yeong-joo : Yeong-joo
- 2017 : The Rebel : Baek Gyeon
- 2017 : Reunited Worlds : Nam Yoo-min
- 2017 : Temporary Idols : Kim Hee-jung (jeune trainee atteinte de Trouble explosif intermittent)
- 2018 : Return Kang : Young-eun
- 2019 : Touch Your Heart : Kim Hae-young

### Clips musicaux
- 2014 : "Not That Kind Of Person" de M.Pire
- 2015 : "Trauma" de Eun Jiwon
- 2015 : "Bounce" de Boyfriend
- 2016 : "Rendezvous" de Sik-K
- 2018 : "Red Carpet" de Kim Hee Jeong, Hwang Seung Un, Lee Suhyun, Kwon Hyunbin, Kwon Youngdeuk